# Rosocha (powiat kolski)
Rosocha – wieś w Polsce położona w województwie wielkopolskim, w powiecie kolskim, w gminie Osiek Mały.
Wieś królewska należąca do starostwa kolskiego, pod koniec XVI wieku leżała w powiecie konińskim województwa kaliskiego. W latach 1975–1998 miejscowość należała administracyjnie do województwa konińskiego.